# Juan Antonio Escalante
Juan Antonio de Frías y Escalante oder Juan Antonio Escalante (* 1633 in Córdoba (Spanien); † 1669 in Madrid) war ein spanischer Maler des Barock.

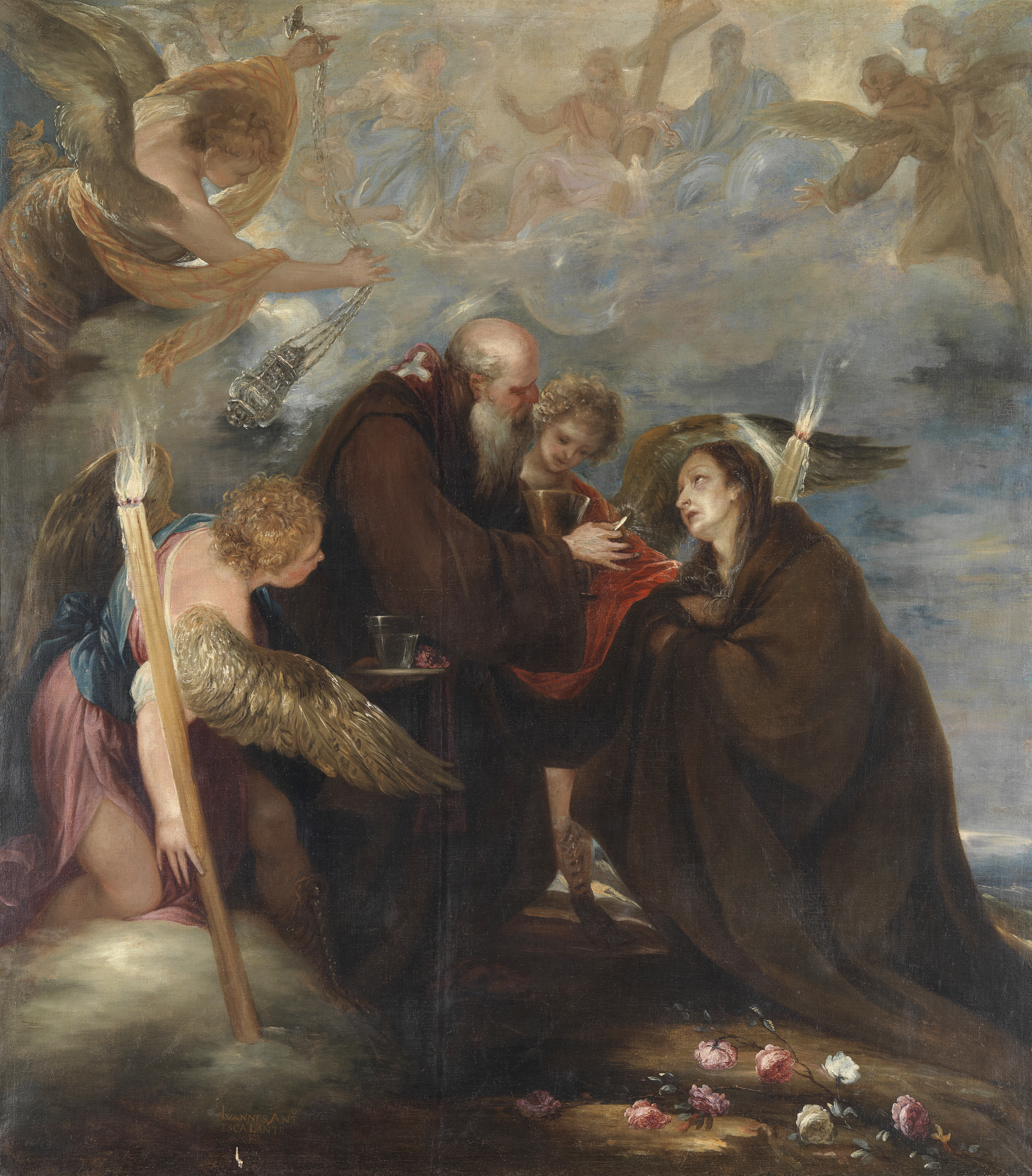
Kommunion der Heiligen Rosa von Viterbo, ca. 1667, 215 × 190 cm, Prado, Madrid

Nach einer ersten Lehrzeit in seiner Heimatstadt ging er früh nach Madrid, wo er Schüler von Francisco Rizi wurde, dem er auch weiterhin so eng verbunden blieb, dass er ihn bei seinem frühen Tod zu seinem Testamentsvollstrecker machte. Escalante arbeitete trotz seiner Jugend für den spanischen Königshof und für verschiedene Kirchen. Auch eine Zusammenarbeit mit Rizi in der Kathedrale von Toledo ist nachgewiesen. Palomino würdigte sein Können als Zeichner und erwähnte Escalantes Bewunderung für die venezianische Kunst, insbesondere für Tintoretto und Veronese; seine Kunst zeigt auch Einflüsse des spanischen Malers Alonso Cano.
Escalante ist vor allem als Maler religiöser Themen bekannt, schuf jedoch auch mythologische Bilder. Gegenstand allgemeiner Bewunderung war sein 17-teiliger Zyklus der Eucharistie, den er 1667–1668 ursprünglich für die Sakristei des Konvents de la Merced Calzada in Madrid malte (heute im Prado, Madrid). Als eines seiner Meisterwerke gilt außerdem sein Toter Christus (1663), der ursprünglich für das Konvent der Clérigos Menores entstand (heute ebenfalls im Prado) und einen deutlichen Einfluss von Tizian zeigt – er wurde auch von Palomino sehr bewundert. Stilistisch weist Escalantes Werk mit seiner duftigen Pinselführung und fein abgestuften Farbgebung teilweise bereits auf Spätbarock und Rokoko voraus.

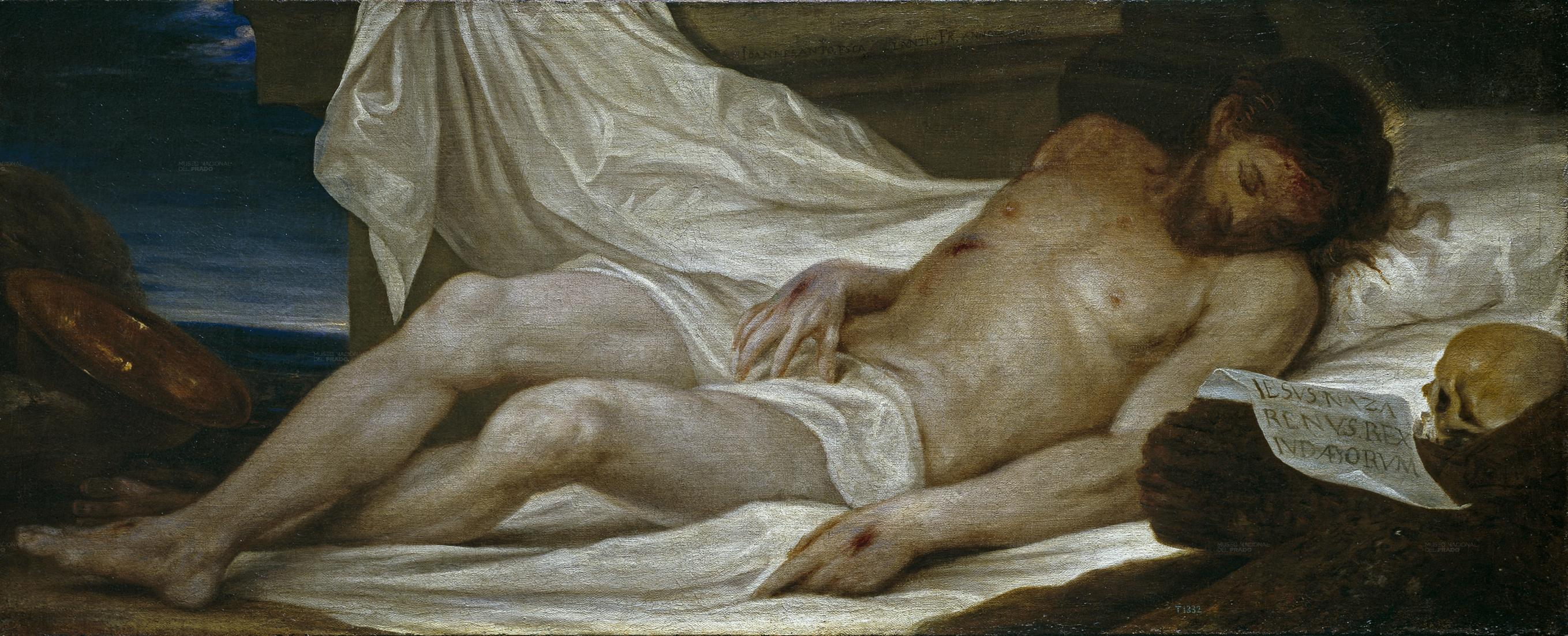
Der tote Christus
1663, 84 × 162 cm, Prado, Madrid

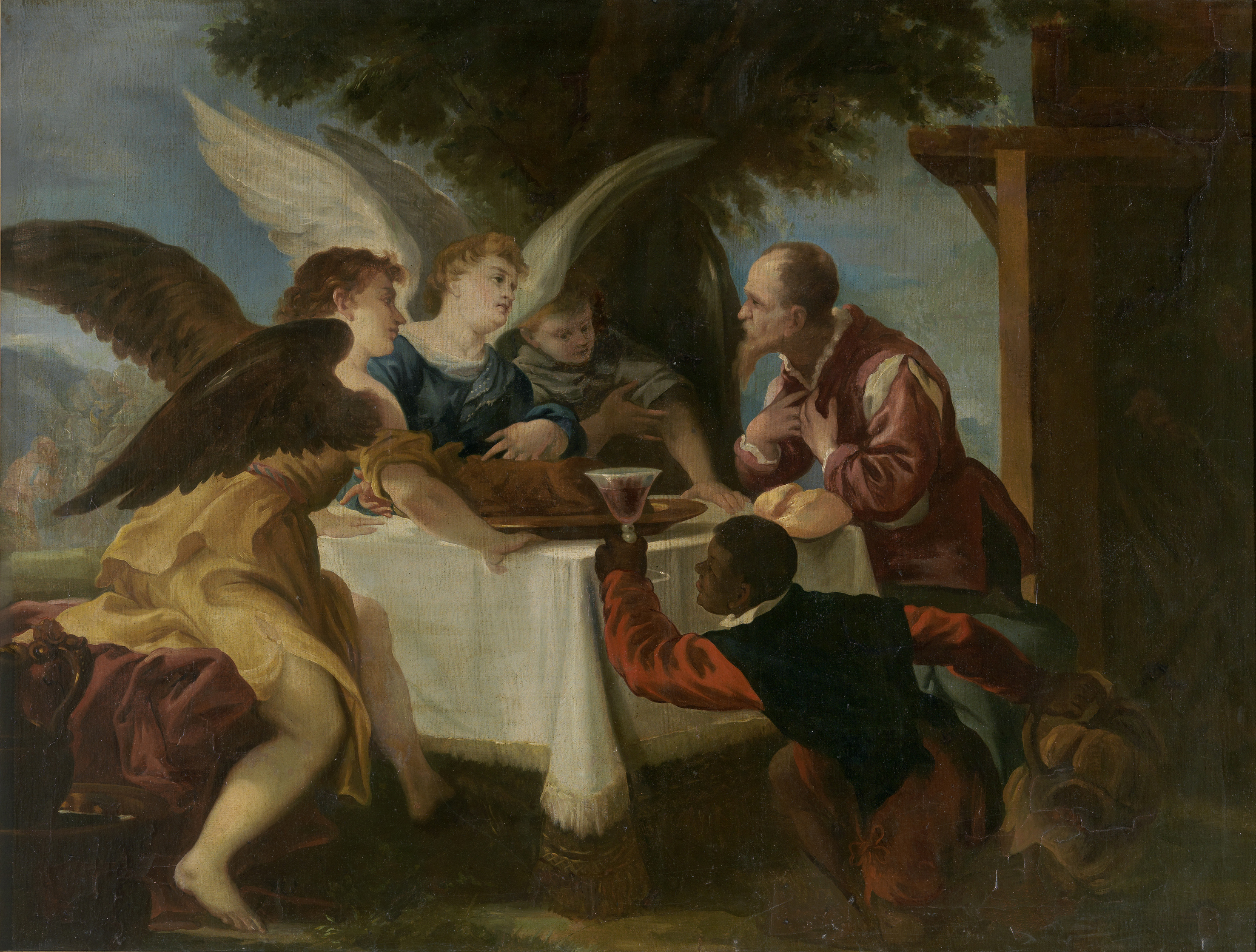
Abraham und die drei Engel, 1667–1668, 109 × 145 cm, Prado, Madrid
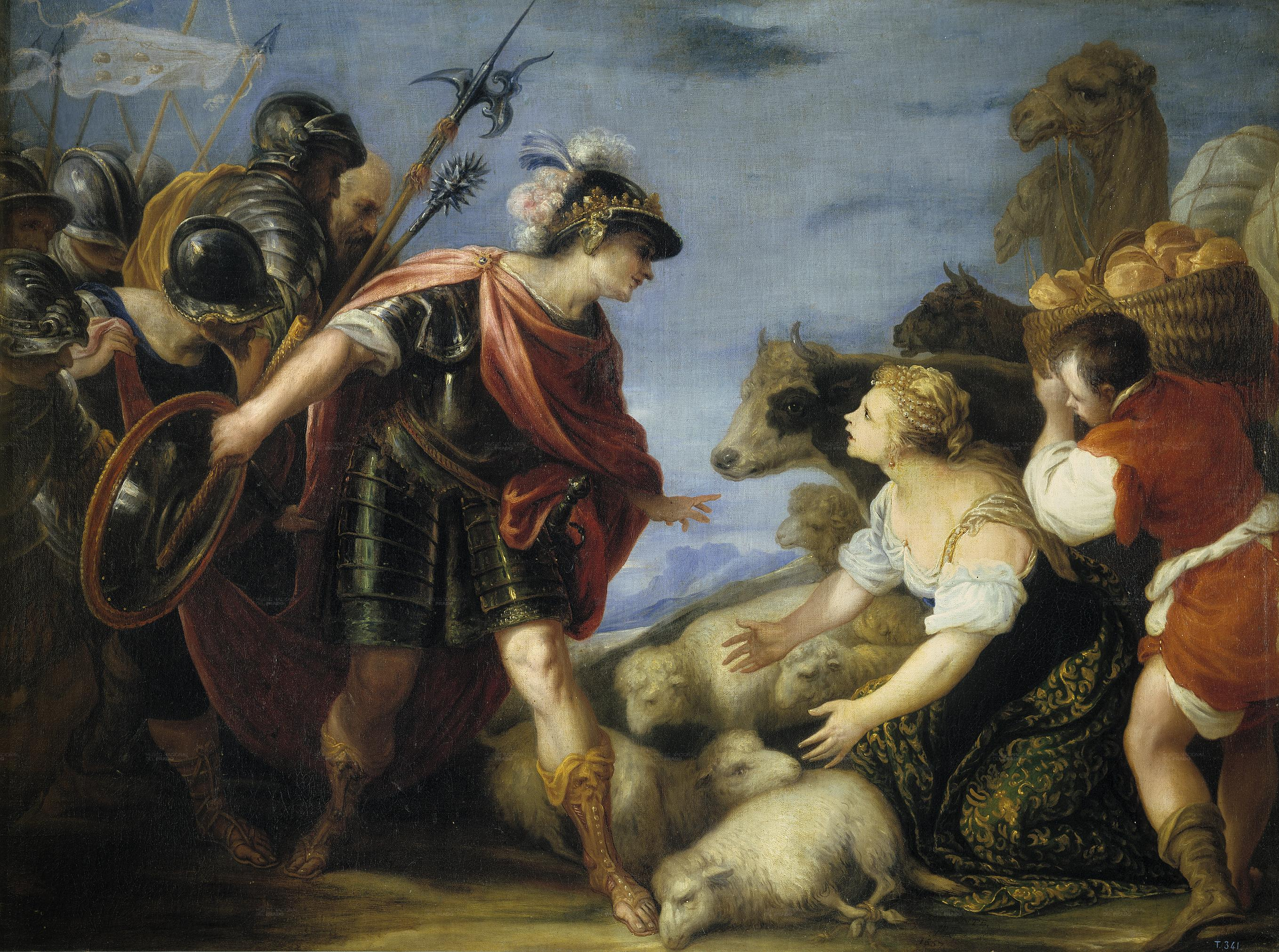
Die kluge Abigail, 113 × 152 cm, 1667, Prado, Madrid
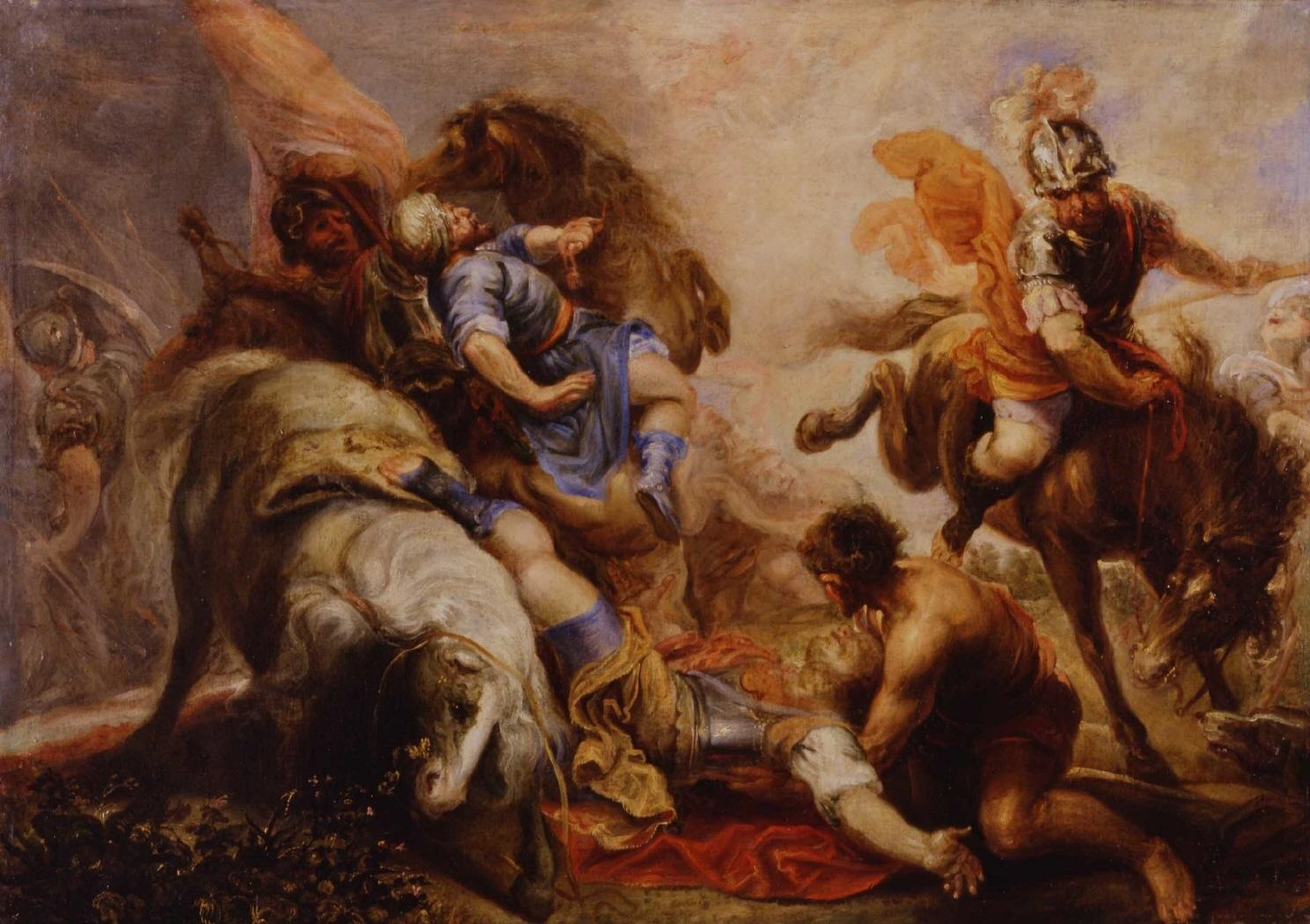
Die Bekehrung des Paulus, 162 × 176 cm, Museo Cerralbo, Madrid
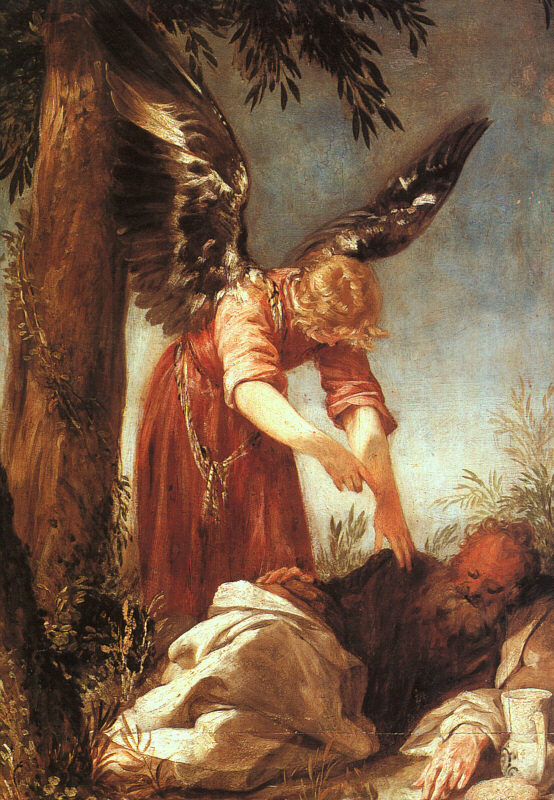
Der Engel weckt den Propheten Elias, 1667, 50,1 × 33,8 cm, Gemäldegalerie Berlin
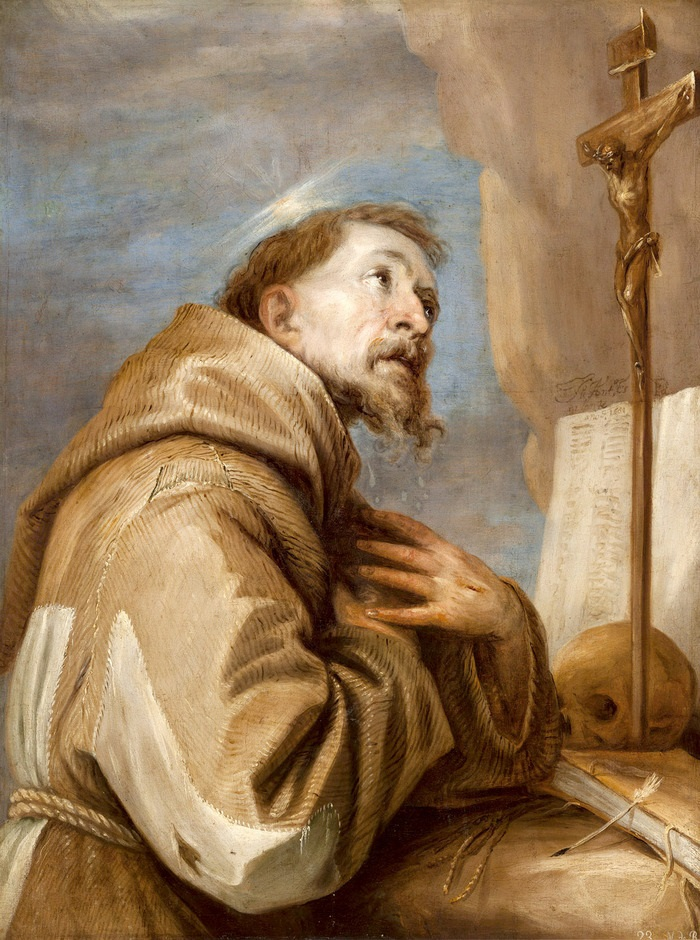
San Francesco von Assisi im Gebet, 1664, Museo Ibercaja Camón Aznar, Zaragoza
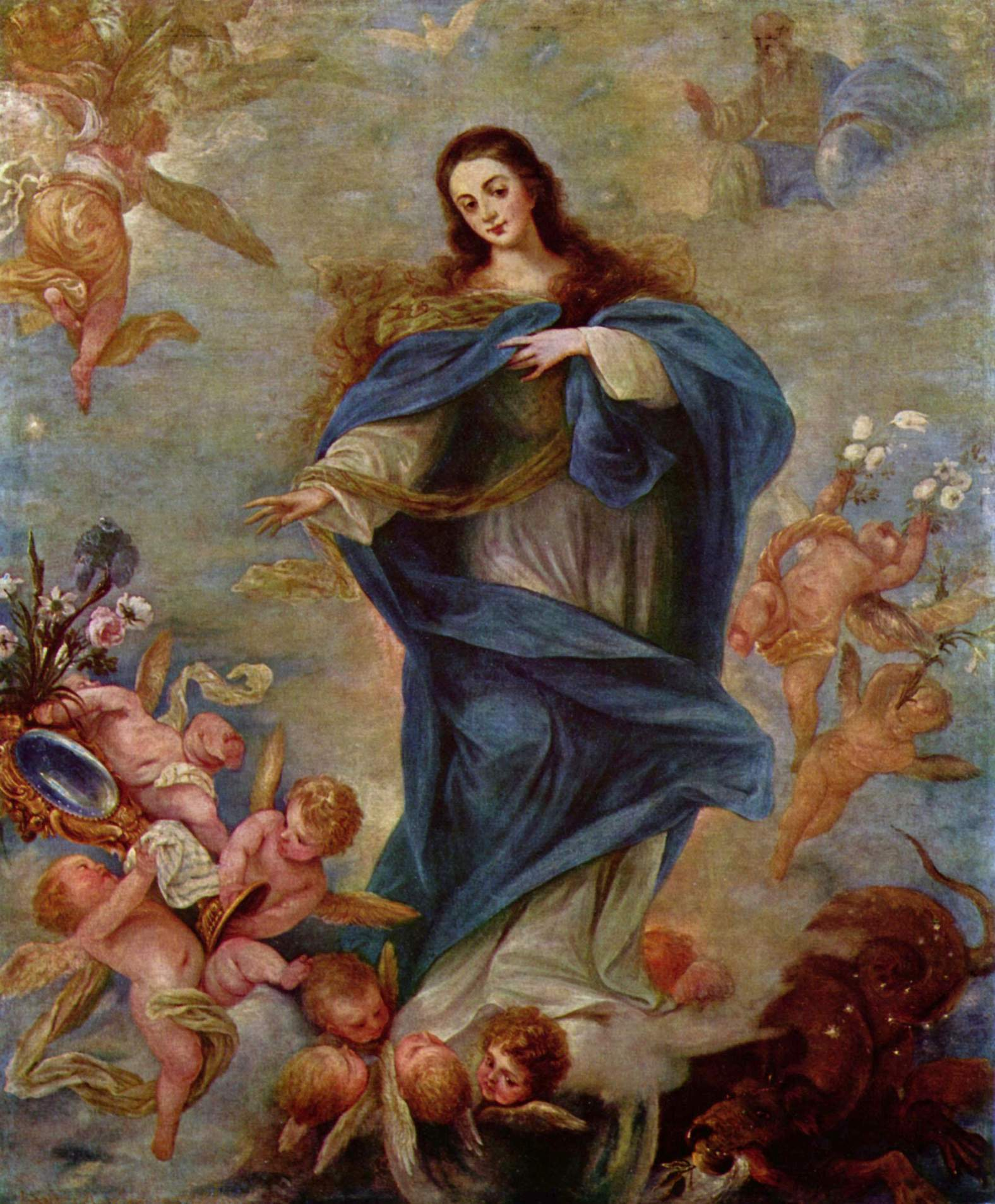
Immaculada Concepción (Unbefleckte Empfängnis), 1663, 206,5 × 173 cm, Szepmüveszety Museum, Budapest